# هوشماتلي
هوشماتلي (بالإنجليزية: Hochmättli)‏ هو أحد جبال سلسلة جبال الألب غلاروس وجزء من القمة الأم غوفيلستوك يقع في كانتون غلاروس وكانتون سانت غالن, سويسرا. يبلغ ارتفاع الجبل حوالي 2252 متر، بينما يبلغ ارتفاع نتوء الجبل 267 متر.